# پی‌ام‌سی-سیئرا
پی‌ام‌سی-سیئرا (انگلیسی: PMC-Sierra) شرکت الکترونیک آمریکایی است، که در سال ۱۹۸۴ تأسیس شد.